# 小行星33004
小行星33004（33004 Dianesipiera）是一颗位于主小行星带的小行星，1997年3月2日由Paul G. Comba在普雷斯科特天文台（Prescott Observatory）发现。

## 轨道特性
- 半长轴：3.12068 AU
- 离心率：0.07410
- 轨道倾角：11.26046°
- 公转周期：2013.59635 日（约5.513年）
- 近日点距离：2.88944 AU
- 远日点距离：3.35192 AU

## 物理特征
根据WISE卫星的NEOWISE项目观测数据：
- 直径：5.779±0.256 km
- 几何反照率：0.121±0.017
- 绝对星等：14.34